# Parque da Tête d'Or

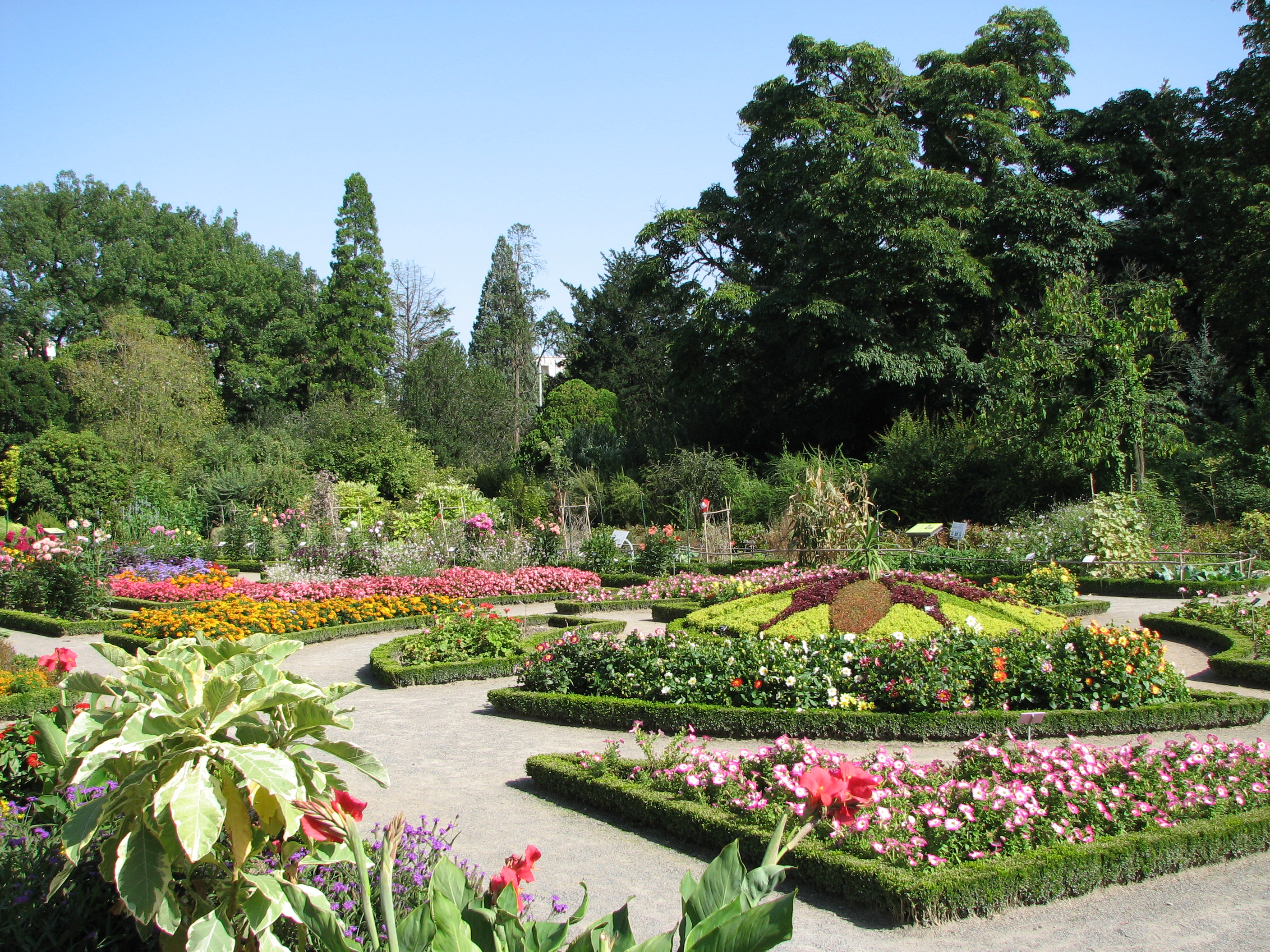

O parque da Tête d'Or (em português Parque da Cabeça de Ouro), situado na cidade de Lyon, é o maior parque urbano da França. É gerenciado pela cidade de Lyon. Verdadeiro pulmão da agglomeração, oferece sobre 117 hectares uma grande área natural no centro da cidade. O público pode entrar no parque por sete acessos. É o parque mais freqüentado de Lyon, principalmente por esportistas e famílias.